# Kalāteh-ye Mollā Moḩammad
Kalāteh-ye Mollā Moḩammad (persiska: کلاته ملا محمد) är en ort i Iran.   Den ligger i provinsen Khorasan, i den nordöstra delen av landet, 700 km öster om huvudstaden Teheran. Kalāteh-ye Mollā Moḩammad ligger 1 705 meter över havet och antalet invånare är 205.
Terrängen runt Kalāteh-ye Mollā Moḩammad är huvudsakligen kuperad, men den allra närmaste omgivningen är platt. Runt Kalāteh-ye Mollā Moḩammad är det ganska glesbefolkat, med 38 invånare per kvadratkilometer. Närmaste större samhälle är Khomār Tāj, 10,9 km sydväst om Kalāteh-ye Mollā Moḩammad. Trakten runt Kalāteh-ye Mollā Moḩammad består i huvudsak av gräsmarker.